# Erich Roßburg
Erich Roßburg (Lebensdaten unbekannt) war ein deutscher Fußballspieler.

## Karriere
Roßburg gehörte der SpVgg 1899 Leipzig aus dem Stadtteil Lindenau an, für die er von 1921 bis 1924 in den vom Verband Mitteldeutscher Ballspiel-Vereine organisierten Meisterschaften im Kreis Nordwestsachsen als Stürmer Punktspiele bestritt. Seine Premierensaison und seine letzte Saison schloss er mit jeweils drei Punkten Vorsprung vor dem VfB Leipzig in einer zehn bzw. 13 Mannschaften umfassenden Liga als Meister ab.
Durch die beiden Erfolge nahm er mit seiner Mannschaft auch an den Endrunden um die Mitteldeutsche Meisterschaft teil. Im Rundenturnier mit den anderen sechs Kreismeistern setzte sich seine Mannschaft 1922 verlustpunktfrei und mit nur einem Gegentor als Meister durch. 1924 wurde die Endrunde im K.-o.-System ausgetragen. Das am 30. März mit 1:1 beendete Zweitrundenspiel beim Zwickauer SC wurde im Wiederholungsspiel am 6. April auf eigenem Platz mit 7:2 gewonnen. Per Freilos im Viertelfinale ins Halbfinale gelangt, meisterte seine Mannschaft auch das Spiel beim FV Fortuna Magdeburg mit 5:2. Eine Woche später traf seine Mannschaft im Finale in Leipzig auf den FC Wacker Halle und bezwang ihn mit 2:1.
Mit seiner Mannschaft als zweimaliger Mitteldeutscher Meister nahm er auch zweimal an der Endrunde um die Deutsche Meisterschaft teil. Sein Debüt am 21. Mai 1922 in Halle an der Saale endete im Viertelfinale gegen den 1. FC Nürnberg mit 0:3.
Am 11. Mai 1924 bestritt er das in Leipzig mit 6:1 gegen den VfB Königsberg gewonnene Viertelfinale, in dem ihm mit den Treffern zum 1:0 in der 14., zum 4:1 in der 59. und zum 5:1 in der 65. Minute gleich drei Tore gelangen. Damit avancierte er – gemeinsam mit dem Nürnberger Luitpold Popp – zum erfolgreichsten Torschützen des Wettbewerbs. Das Aus im Wettbewerb ereilte ihn und seine Mannschaft am 25. Mai 1924 in Hamburg, bei der 0:1-Niederlage gegen den Hamburger SV im Halbfinale.